# Rimae Palmieri
Le Rimae Palmieri sono una struttura geologica della superficie della Luna.